# دير لبلجي

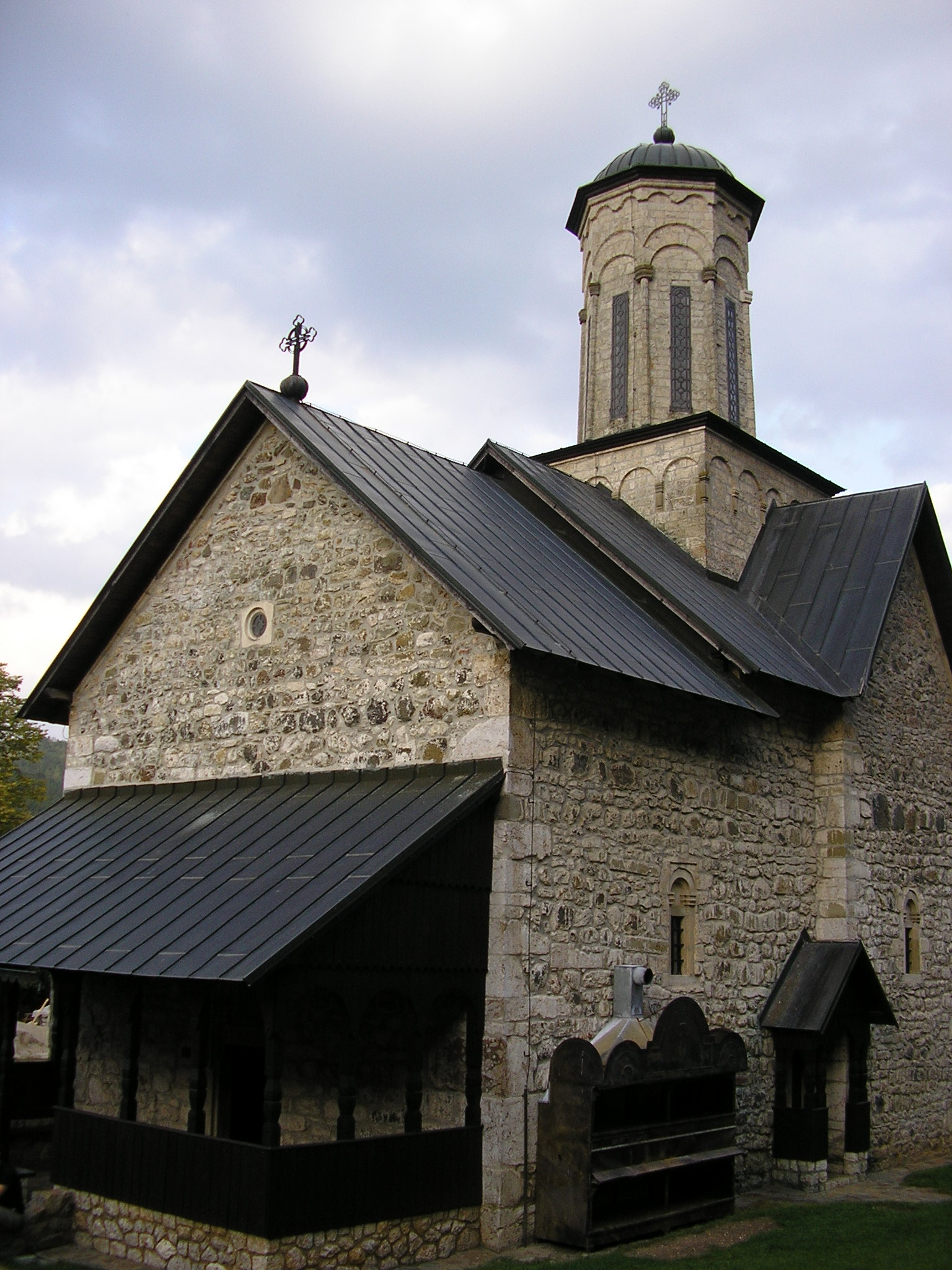
Church of the Liplje Monastery

دير لبلجي (الصربية: Манастир Липље) هو دير صربي أرثوذكسي مكرس للبشارة ويقع في بلدية تيسليتش في شمال جمهورية صربسكا والبوسنة والهرسك. إنه يقف على جزء من ممر ضيق حيث يتدفق عبره نهر صغير يسمى بيستريكا. تم العثور على أقدم ذكر للدير في سرد مؤرخ يعود إلى النصف الثاني من القرن الخامس عشر. خلال القرن السابع عشر، كان رهبان ليبلي نشطون في كتابة الكتب الدينية.
في مرحلة ما خلال الحرب التركية الكبرى (1683-1699)، تم حرق الدير من قبل العثمانيين. وفرً الرُهبان الباقون شمالاً عبر نهر سافا ووجدوا ملجأ في دير أوراهوفيتشا في سلافونيا. أحضروا معهم عددًا من كتب المخطوطات، والتي أصبحت جزءًا من مكتبة أوراهوفيتشا.
على عكس دير ستبجلي القريب، لم يتم تدمير ليبجي على الأرض. تم ترميم كنيستها جزئيًا بحيث يمكن أن تكون بمثابة كنيسة الرعية للمنطقة المحيطة بها. بعد أن سمحت بذلك السلطات العثمانية، تم ترميم الكنيسة بين عامي 1867 و1879. تم تمويل الأعمال في الغالب من خلال تبرعات من السكان الصرب في المنطقة. وتم جمع بقايا اللوحات الجدارية القديمة للكنيسة ودفنها بجانب جدارها. في عام 1922، تم إضافة برج الجرس في الجانب الغربي. بعد ما يقرب من ثلاثمائة عام من توقف المجتمع الرهباني في الكنيسة، أعيد تأسيس دير ليبجي في عام 1965. تم تجديده في الثمانينيات، عندما تمت إزالة برج الجرس.